# Normatag
Als Normatag (auch: Norma-Tag) oder gesperrter, großer Festtag wurde in Österreich ein Tag bezeichnet, an dem öffentliche Musik- und Theateraufführungen untersagt waren. Wenn das Veranstaltungsverbot nur das k. k. Hoftheater betroffen hat, sprach man von einem Hofnormatag. Hofnormatage wurden per Dekret der Hofkanzlei festgelegt. In Fällen besonderer Hindernisse war „mit allerhöchster Genehmigung eine Verlegung dieser Normatage“ möglich.
Allgemeine Normatage, an denen Theatervorstellungen und Konzerte in der k. u. k. Monarchie nicht stattfinden durften, waren im Jahr 1907
- die drei letzten Tage der Karwoche,
- der Ostersonntag,
- der Pfingstsonntag,
- der Tag des Fronleichnamfestes,
- der Weihnachtsabend und
- der Christtag.

Am Ostersonntag, Pfingstsonntag und Christtag war eine Ausnahmegenehmigung zu wohltätigen Zwecken durch die Behörde möglich.
Im Jahr 1906 wurden beispielsweise folgende Normatage festgelegt:
1. Hof-Normatage:
- 28. Juni (Vorabend des Sterbetages weiland Sr. Majestät Kaiser Ferdinand I.)
- 9. September (Vorabend des Sterbetages weiland Ihrer Majestät der Kaiserin und Königin Elisabeth)

2. Kirchliche Normatage (ohne nähere Angabe, welche Einschränkungen sich daraus ergeben):
- Aschermittwoch
- Mariä Verkündigung
- die ganze Charwoche (sic)
- Oster- und Pfingstsonntag
- Frohnleichnamstag (sic)
- Maria Geburt
- Allerheiligen
- die drei letzten Adventtage
- der Christtag
- das Fest des Landespatrones in jedem Kronlande

3. Gesetzliche Normatage
(die gleichen wie oben für das Jahr 1907 angeführt)
Die Anzahl der Normatage konnte aber auch ein Vielfaches davon ausmachen. In Jaksch (1830) werden dazu unter dem Stichwort „Schauspieleinstellung“ zusätzlich aufgezählt:
- alle Freitage, das ganze Jahr hindurch,
- alle Tage im Advent ab dem 15. Dezember,
- alle Vorabende aller Frauenfeste,
- alle Frauentage (Mariä Himmelfahrt, Mariä Verkündigung, Mariä Empfängnis)
- Allerheiligen und Allerseelen

und andere mehr.
In Deutschland gibt es heute noch vergleichbare Regelungen, die sogenannten stillen Feiertage, zum Beispiel mit Tanzverboten.